# Alphonse Lequeutre
Alphonse Adelson Hippolyte Lequeutre, né à Paris le 9 mai 1829, où il est mort le 26 juin 1891, est un pyrénéiste français.

## Biographie
Il est commis principal au ministère de la Marine et des Colonies, quand en 1869 il découvre les Pyrénées au cours d'une cure à Barèges. Arrivé tard donc au pyrénéisme, il s'y illustre rapidement par des courses exceptionnelles. « Il ne connaissait nullement la montagne et ne semblait pas taillé pour la pratiquer : de santé douteuse, le teint pâle comme le lait, le cheveu rare et décoloré, la poitrine angoissée. Vers quarante ans, il eut besoin des eaux et se fit envoyer à l’Hôpital militaire de Barèges… La passion des Pyrénées le prit. Il se mit aux ascensions et se révéla marcheur foudroyant. L’employé obscur allait devenir une célébrité pyrénéiste. » 

### Pyrénées
En 1864, il monte au pic de la Munia par la crête, depuis le col de la Sède, avec le guide Henri Paget, dit Chapelle. 
Il fait des courses avec Henry Russell et Charles Packe. Il adhère à la société Ramond. À Paris, il participe à la création du Club alpin français et fait partie de son comité de direction. 
En 1869, il s'adjuge la première du pic de Gerbats avec Chapelle puis le pic d'Allanz, par un itinéraire inédit. En 1870, il atteint seul le Maucapéra. 
En 1875, du 26 au 30 août, il fait avec Franz Schrader et les guides Henri Passet et Pierre Pujo un périple autour du mont Perdu. Il visite le premier le canyon du Mascún, en Haut Aragon. Cette même année, il publie son Guide de Barèges et l'année suivante, le Guide de Saint-Sauveur et de Gavarnie. Il collabore également à la rédaction des guides Joanne.
Une antécime du Comaloforno porte son nom. Henri Béraldi l'a placé dans sa Pléiade pyrénéenne.

### Causses
La carrière pyrénéenne de Lequeutre s'arrête en 1878 : il va désormais explorer les Causses. Il en est le premier « découvreur » : son successeur, Édouard-Alfred Martel, écrit : « Enfin Lequeutre vint, Lequeutre dont l’article est le premier à grand tirage qui leur soit consacré (5000 exemplaires de l’Annuaire du Club Alpin français en 1879) », Lequeutre « lègue » les Causses à Martel dans ces termes : « Prenez les Causses, mon jeune ami : il y a là une œuvre à accomplir, un service régional à rendre, un nom à conquérir ». 
En 1886, il publie Le Cagnon du Tarn (cette francisation de l'espagnol cañon ou canyon ne connaîtra pas le succès…).